# Album live
 (mai 2025).
Si vous disposez d'ouvrages ou d'articles de référence ou si vous connaissez des sites web de qualité traitant du thème abordé ici, merci de compléter l'article en donnant les références utiles à sa vérifiabilité et en les liant à la section « Notes et références ».

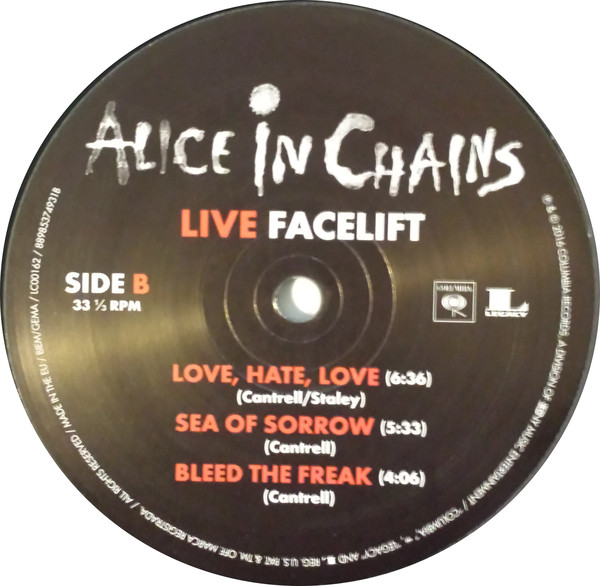
Exemple d'album live

Dans le domaine musical, le terme anglais « live » désigne un enregistrement en direct, en une seule prise. L'anglicisme « album live » désigne donc un album musical enregistré avec tous les musiciens jouant en même temps.
Contrairement à l'album studio, c'est en général un « album en concert » — terme préféré par la délégation générale à la langue française et aux langues de France — ou « en public ». 

## Précisions
Un album live n'est pas toujours un album issu d'un concert : l'album Live at Pompeii de Pink Floyd, par exemple, a été enregistré sans public ; et l'album Live Undead de Slayer a été enregistré en petit comité devant une douzaine de personnes.
Un album live peut être enregistré lors d'un seul concert, ou lors de plusieurs concerts d'une même tournée. Beaucoup d'albums live de rock dans les années 1960 et 1970 furent élaborés selon ce second modèle ; ils permettaient de prendre les meilleures performances sur plusieurs dates.
Les albums live se différencient souvent des enregistrements en studio car les morceaux sont joués de manière différente, parfois de façon plus longue, et sans tous les procédés techniques propres à l'enregistrement en studio. Cette différence était particulièrement audible dans beaucoup d'albums live des groupes de rock des années 1970 dans lesquels figuraient des jam sessions qui pouvaient être très longues.
La durée des supports discographiques fait que les albums live ne contiennent pas toujours l'intégralité d'un spectacle. Certains live sont donc enregistrés sur double voire triple album pour pallier ce problème. C'était le cas en particulier avec les disques vinyles.
Aujourd'hui[Quand ?], l'album live d'un concert tend à être commercialisé parallèlement à un DVD live du même concert.
Il existe de faux albums live, c'est-à-dire des albums enregistrés en studio sur lesquels ont été ajoutés des applaudissements et des cris factices. C'est par exemple le cas de Got Live If You Want It! des Rolling Stones. Cette pratique, utilisée parfois dans les années 1960, n'a plus vraiment cours aujourd'hui sauf en Algérie, dans le genre raï, où les chanteurs enregistrent des chansons en studio mais avec le technique du live (enregistrement sans arrangements, etc.). 
Par ailleurs, on trouve fréquemment des albums enregistrés en public mais plus ou moins retravaillés en studio (le procédé qui consiste à rajouter des pistes en studio est appelé l'« overdub »).
Un album live est parfois une compilation des meilleurs morceaux en concert d'un artiste. D'autres ne contiennent que des titres inédits, comme Kick Out the Jams, le premier album du groupe MC5, ou pour de nombreux musiciens de jazz. The Famous 1938 Carnegie Hall Jazz Concert de Benny Goodman est d'ailleurs l'un des tout premiers albums live.